# Приз Известий 1981
Приз Известий 1981 — п'ятнадцятий міжнародний хокейний турнір у СРСР, проходив 16—21 грудня 1981 року в Москві. У турнірі брали участь національні збірні: СРСР, Чехословаччини, Фінляндії та Швеції. Регламент залишився торішній, після одноколового турніру команди, що зайняли перше-друге місце розіграли «золотий матч», збірні, що посіли третє-четверте місця грали у матчі за третє місце.

## Результати та таблиця
| 1. | СРСР           | *** | 2:1 | 3:2 | 4:2 | 3 | 3 | 0 | 0 | 9:5   | 6 |
| 2. | Чехословаччина | 1:2 | *** | 9:2 | 4:4 | 3 | 1 | 1 | 1 | 14:8  | 3 |
| 3. | Фінляндія      | 2:3 | 2:9 | *** | 6:2 | 3 | 1 | 0 | 2 | 10:14 | 2 |
| 4. | Швеція         | 2:4 | 4:4 | 2:6 | *** | 3 | 0 | 1 | 2 | 8:14  | 1 |

М — підсумкове місце, І — матчі, В — перемоги, Н — нічиї, П — поразки, Ш — закинуті та пропущені шайби, О — очки

### Матч за 3 місце
| 21 грудня |     |           |  |
| Швеція    | 4:2 | Фінляндія |  |
|           |     |           |  |

### Фінал
| 21 грудня |     |                |  |
| СРСР      | 4:3 | Чехословаччина |  |
|           |     |                |  |

## Найкращі гравці турніру
| Воротар   | Владислав Третьяк |
| Захисники | Мирослав Дворжак  |
| Нападники | Віктор Шалімов    |

## Найкращі бомбардири
| Гравець          | Шайб | Передач | Очок |
| ---------------- | ---- | ------- | ---- |
| Сергій Шепелєв   | 3    | 1       | 4    |
| Франтішек Черник | 3    | 1       | 4    |
| Матс Уландер     | 3    | 0       | 3    |
| Перті Легтонен   | 3    | 0       | 3    |
| Душан Пашек      | 3    | 0       | 3    |